# アヴィペス
アヴィペス（学名：Avipes、「鳥の足」の意味）は中期三畳紀に現在のドイツに生息した主竜類の属の一つである。現在のところ唯一の種Avipes dillstedtianusのみが知られる。唯一の化石である中足骨はドイツ、ジュトチューリンゲンのベットハイムにあるLettenkohlensandstein（砂岩の一種）で発見された。1932年にフリードリヒ・フォン・ヒューネにより命名、記載された。当初はコエルロサウルス類もしくはケラトサウルス類に分類されたものの、RauhutとHungerbuhlerによる2000年の再評価ではあまりにも不完全であり主竜類の特定のグループに分類することはできないとされた。

## 参照
1. ↑  Huene, F. von (1932). Die fossile Reptil-Ordnung Saurischia, ihre Entwicklung und Geschichte. MONOGRAPHS GEOL. PALAEONTOL. (ser. 1) 4; 1-361
2. ↑  Rauhut, O. W., and Hungerbühler, A. (2000). "A review of European Triassic theropods." Gaia, 15: 75-88.

- Information on Avipes